# Liste des membres néo-brunswickois de l'Ordre du Canada
Pour un article plus général, voir Ordre du Canada.
- Sarah Anala
- James Ernest Anderson
- Fernand Arsenault
- Alfred Goldsworthy Bailey
- A. Foster Baird
- Lawrence Ross Coates Barclay
- John S. Bates
- Jean-Luc Bélanger
- Bud Bird
- Gwendolyn Black
- Bruno Bobak
- Molly Lamb Bobak
- Léone Boudreau-Nelson
- Claude Bourque
- Rachel L. Burgess
- Jean A. Cadieux
- Dalton Kingsley Camp
- Duncan Chester Campbell
- Wilfred Mackenzie Carter
- Stanley Bernard Cassidy
- G. Everett N. Chalmers
- Elphège Chiasson
- H. Reuben Cohen
- Burton D. Colter
- Phil Comeau
- Thomas J. Condon
- Margaret Conrad
- Jacqueline Cool-Collette
- Adrien J. Cormier
- Auréa Cormier
- Clément Cormier
- Héliodore Côté
- Catherine Anne Crocker
- Ivan H. Crowell
- J. Charles D'Amour
- Lionel Daigle
- Erica Deichmann Gregg
- Randy Eric Dickinson
- Calixte Duguay
- Mathieu Duguay
- Rolf Duschenes
- Shirley Dysart
- R. Burnell Eaton
- Gordon Fairweather
- Jack T.H. Fenety
- George Gordon Ferguson
- Muriel Fergusson
- Aurèle Ferlatte
- Georgette Ferlatte
- Gilbert Finn
- Aida Flemming
- George M. Flood
- Charles Henry Foss
- Mitchell Franklin
- Michel Gagné
- Corinne Gallant
- Lorette Gallant
- David A. Ganong
- R. Whidden Ganong
- Dominique Gauthier
- Richard Geren
- Violet Amy Gillett
- Norman M. Goble
- Allan W. Goodfellow
- Abram Y. Goss
- Mary Greene
- Milton F. Gregg
- William Edward Hart
- Eldon Hay
- Norman A. Hesler
- Frederick Douglas Hodges
- John Hooper
- Frederick G. Horgan
- Charles J.A. Hughes
- Lincoln Keith Ingersoll
- Arthur Irving
- James K. Irving
- Gérard Vincent La Forest
- Margaret Pictou LaBillois
- Donat Lacroix
- Hectorine H. LaForge
- Antoine Landry
- Edmond E. Landry
- Frederick Lawrence Landry
- Diana Fowler LeBlanc
- Roméo LeBlanc
- Claude Le Bouthillier
- Bella-Marie Léger
- Viola P. Léger
- Martin J. Légère
- Albert Levi
- Alexander J. Lilly
- Leonard H. Lockhart
- Carol Elaine Ashfield Loughrey
- Sandra M. Lovelace Sappier
- George Boyd MacBeath
- Colin B. Mackay
- James Alexander MacMurray
- Rita V. MacNeill
- Antonine Maillet
- Marguerite Maillet
- H. Harrison McCain
- Laura B. McCain
- Frederick Charles McElman
- E. Neil McKelvey
- Joanne E. McLeod
- J.B. McNair
- Carolyn Irene McNulty
- Albert H. McQuoid
- Marguerite Michaud
- Mildred Milliea
- Garfield McLeod Moffatt
- David L. Moroni
- Alfred W.H. Needler
- Harold Lee Nutter
- Philip W. Oland
- Richard Henry Oland
- Ada Geneva Paschal
- Freeman Patterson
- Peter Lewis Paul
- Édith Pinet
- Bernard Poirier
- Cyril Francis Poole
- Benedict Pothier
- Carol Dorothy Proctor
- Ivan Rand
- Léon Richard
- Bernard Riordon
- Aldoria Robichaud
- Hédard Robichaud
- Louis J. Robichaud
- Frederick J. Ross
- James W. Ross
- Basile Roussel
- Claude Roussel
- Gérald Roussel
- Muriel Kent Roy
- Gérard Saint-Cyr
- Adélard Savoie
- Alexandre-J. Savoie
- Claude F. Savoie
- Donald J. Savoie
- Joseph Alexandre Richard Savoie
- Ruth Boswell Schiller
- Blanche Schofield-Bourgeois
- Gustav A. Schousboe
- Stuart Allen Smith
- Thomas Eric D'Oyly Snow
- George F.G. Stanley
- Eric Lawrence Teed
- Vance Toner
- M. Eileen Travis
- Ron Turcotte
- Reginald E. Tweeddale
- Murray Vaughan
- David Harry Walker
- Doreen Wallace
- Karel Wiesner
- Harry Douglas Woods